# Azúcar moreno natural
El azúcar moreno integral, azúcar integral, azúcar de caña integral, azúcar moreno natural, azúcar natural o azúcar crudo es el producto edulcorante resultante de refinar parcialmente o no refinar el jugo de la caña de azúcar Existen distintos tipos de azúcar moreno integral según su origen y según el tratamiento que se requiere para su obtención.
Se diferencia del azúcar moreno refinado por su proceso de elaboración. Mientras que el moreno refinado se obtiene añadiendo extracto de melaza al azúcar blanco refinado, el integral no sufre todo el proceso de refinación, se obtiene del jugo de caña integral y en ningún momento se añaden melazas para teñirlo. Su color oscuro se debe a la presencia de melazas de forma natural en el jugo de la caña de azúcar.
Según el proceso de elaboración, diferenciamos dos grandes grupos de azúcar moreno integral: no centrifugado y centrifugado.

## Azúcar moreno integral no centrifugado
Azúcar moreno integral no centrifugado: azúcar integral derivado del jugo de la caña de azúcar mediante métodos tradicionales sin centrifugado. Se diferencia la panela y el azúcar mascabado.

### Panela

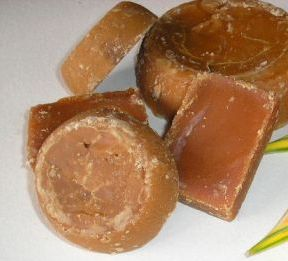
Bloque de panela

Panela, piloncillo, raspadura, rapadura, atado dulce, panetela, tapa de dulce, chancaca, agua dulce, empanizao, papelón o panocha: azúcar moreno integral no centrifugado producido mediante el calentamiento y evaporación del jugo de la caña de azúcar. Se obtiene un jarabe espeso que se vierte en moldes y se deja enfriar para que solidifique o cuaje. El grado de cristalización es muy bajo debido a la gran cantidad de melaza que contiene y su alta humedad, ya que no se ha sometido al proceso de centrifugado ni ningún otro tipo de refinación. Por consiguiente, su actividad de agua es mayor al azúcar moreno integral centrífugo y al azúcar mascabado (actividad de agua, Aw = 0,664).  Se estima que la palabra panela tiene origen en el siglo XIX y proviene del antiguo término caribeño  “panele”.

### Azúcar mascabado
Azúcar mascabado, moscabado, mascabada o moscabada: azúcar moreno integral no centrifugado obtenido mediante el calentamiento y evaporación del jugo de la caña de azúcar y su posterior enfriamiento para producir la cristalización del azúcar. El azúcar cristalizado resultante se granula para ser comercializado. Los cristales obtenidos son pequeños debido a la gran cantidad de melaza que contiene y su alta humedad, pero mayores que los de la panela, ya que ha recibido una cristalización más lenta, se han eliminado más impurezas y por consiguiente el grado de ordenación es mayor y la actividad de agua menor (aw = 0,625). Se estima que la palabra mascabado, del portugués mascabar, tiene su origen en el siglo XVII en Portugal y se usaba para designar el azúcar de peor calidad.

## Azúcar moreno integral centrifugado
Azúcar moreno integral centrífugo:  azúcar integral semirrefinado de primera producción,  color amarillo y de grano grueso, derivado del jugo de la caña de azúcar mediante centrifugado, proceso que elimina gran parte de la melaza. Este proceso elimina mucha humedad e impurezas y permite una mejor ordenación de las moléculas y que los cristales formados sean mayores que en el caso del azúcar moreno integral centrifugado. Este tipo de azúcar se comercializa tal cual se manufactura o puede seguir el proceso de refinado para producir azúcar blanco. Dos clases de azúcar centrifugado; turbinado y Demerara. Estos tipos de azúcar tiene una humedad inferior, incluso llegando a ser más secos que el azúcar moreno refinado. 
Azúcar Demerara aw=0,527 
Azúcar moreno refinado aw=0,549

### Azúcar turbinado

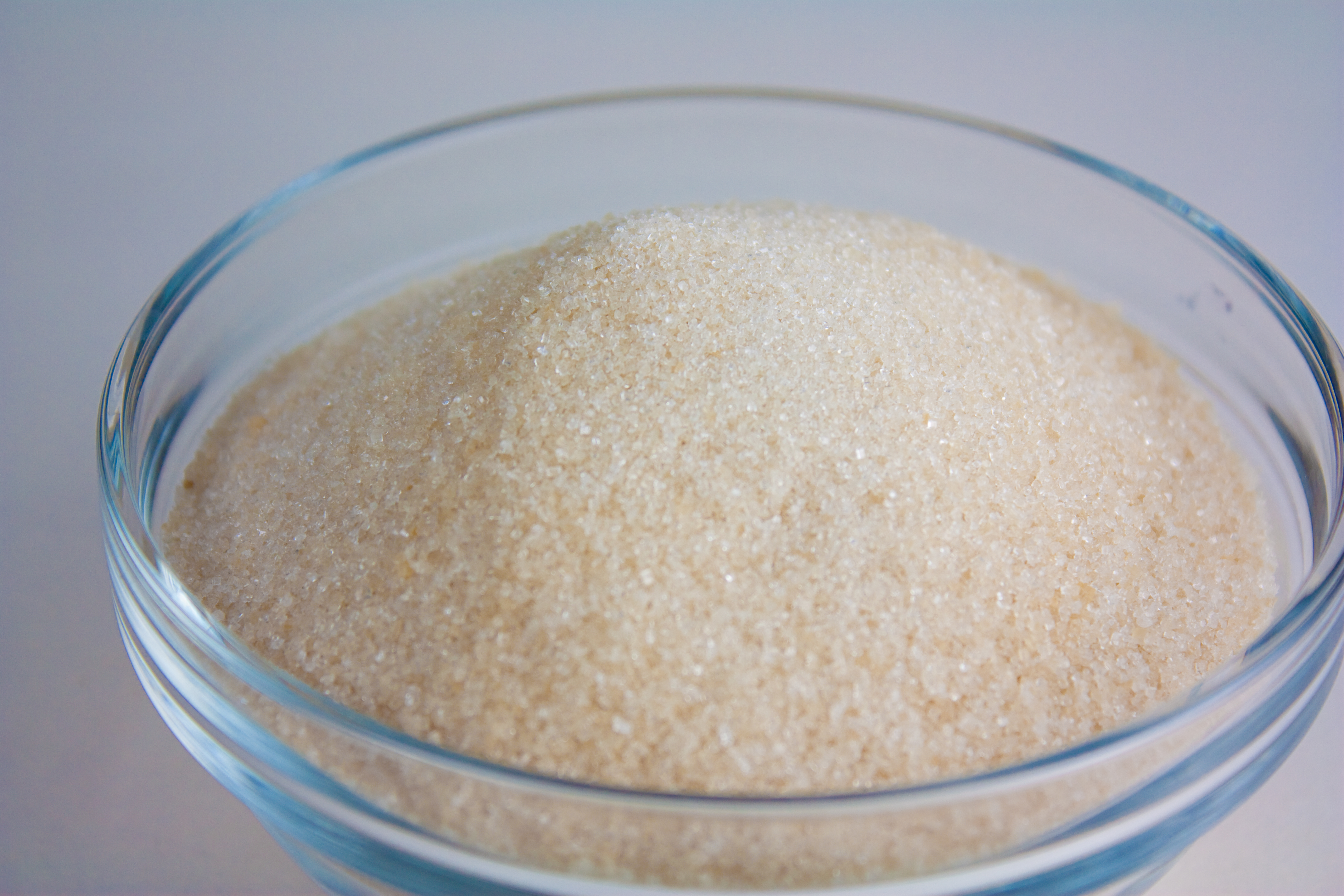
Azúcar turbinado.

Azúcar turbinado: azúcar moreno integral centrífugo elaborado mediante la evaporación del jugo de la caña de azúcar para formar un jarabe espeso que se hila en una turbina para producir los grandes cristales dorados brillantes. Se diferencia del azúcar demerara por el mayor tamaño de sus cristales. El nombre proviene del portugués “turbinado”, por las turbinas de centrifugación que se usaban para producir este azúcar, y tiene su origen en el siglo XX.

### Azúcar demerara

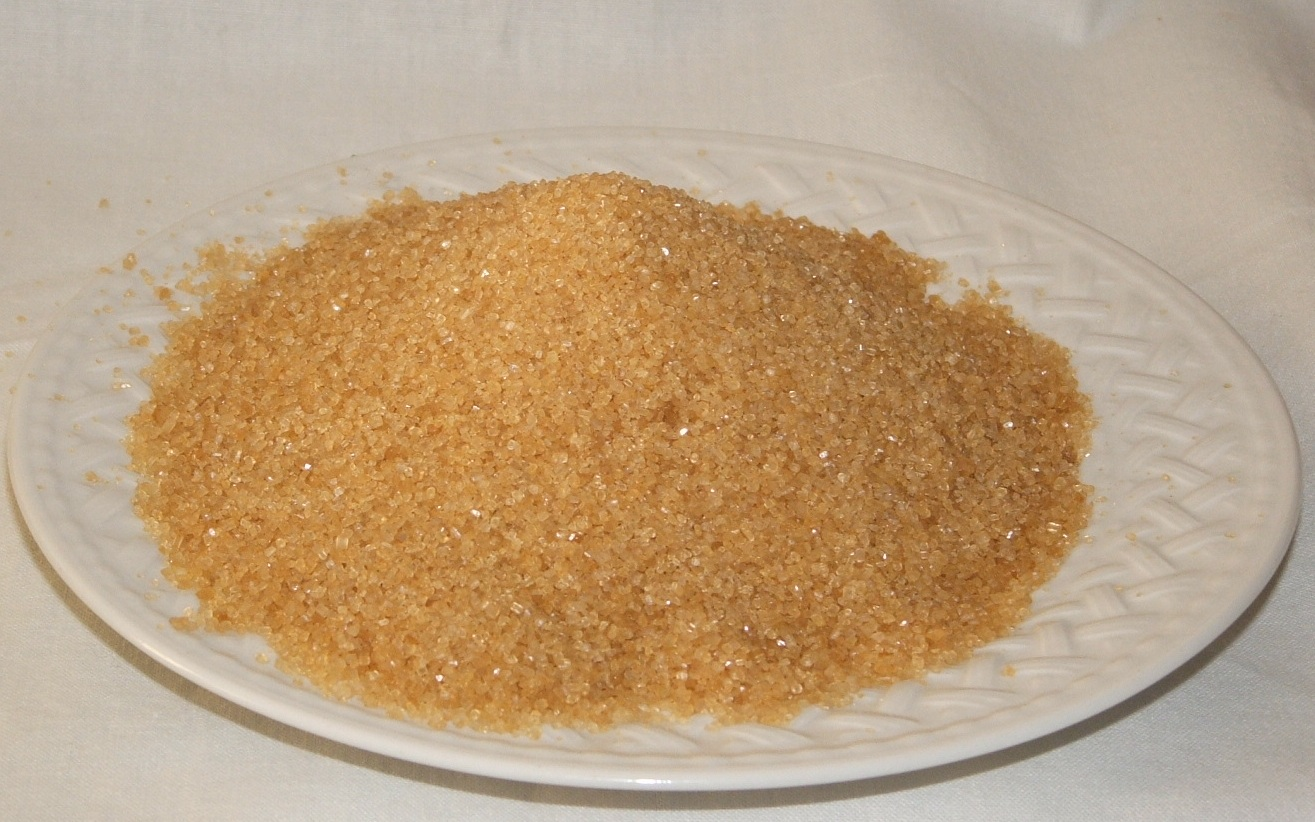
Azúcar demerara.

Azúcar moreno sin refinar, por lo que conserva todos sus nutrientes, presenta un color dorado natural. Es sometido a centrifugado para eliminar impurezas y humedad para su posterior cristalización, principal diferencia entre la panela y el moscabado Su color es menos intenso y sus colores más regulares debido a su pulimento. En sus características organolépticas destaca por ser muy crujiente y con dulzor único.
Su denominación de origen proviene de la colonia de la Guyana británica, en la cual se encuentra la región Demerara, primer punto productor de este tipo de azúcar a mediados del siglo XIX. En la actualidad la LAICA (Liga Agrícola Industrial de la Caña de Azúcar) es uno de los productores de este tipo de azúcar